# Menuet antique
Menuet antique (Minué antiguo en francés) es una obra para piano solo compuesta por Maurice Ravel. La versión original para piano fue escrita en 1895 y la orquestación del compositor en 1929. Ravel escribió la obra como tributo a Emmanuel Chabrier, quien gentilmente acogió sus primeras composiciones y le ayudó a establecer su reputación musical.
La versión para piano fue estrenada el 18 de abril de 1898 por Ricardo Viñes, amigo largo tiempo del compositor quien le dedicó la obra. Viñes ofreció además los estrenos de otras composiciones de Ravel. La versión orquestal fue oída en público por primera vez el 1 de enero de 1930.
La forma de minué reaparece en otras obras de Ravel, tales como el movimiento central de su Sonatina y el quinto de Le Tombeau de Couperin.
- Datos: Q3142780